# Plaza de Bolívar (Manizales)
La plaza de Bolívar es uno de los lugares más reconocidos de Manizales, en Colombia. Se encuentra entre la carrera 22 y la carrera 21. Su mayor ícono al sur de la plaza es la Catedral Basílica Nuestra Señora del Rosario de Manizales; otra importante estructura es la gobernación de Caldas al norte, en el centro se encuentra la estatua de Bolívar Cóndor.

## Historia
La plaza ha sufrido variados cambios desde su consolidación también ha visto las estructuras que se alzaron a su alrededor; el arquitecto Héctor Jaramillo Botero se encargó de la última remodelación en los años 80 luego de esto se consolidó como plaza debido a que solo cuenta con un solo nivel rodeado por algunas escalinatas que lo delimitan.
La plaza también cuenta con dos murales de cerámica del artista manizaleño Guillermo Botero, las cuales las engalanan, el 12 de octubre de 1991, se entronizó oficialmente el bolívar-cóndor del escultor antioqueño Rodrigo Arenas Betancourt.

### Primera plaza:   1848 - 1865
El primer lugar urbano que hubo en Manizales surgió del vacío de los árboles derribados en 1847, para hacer el "Claro", y en 1848 en terrenos pertenecientes a  Manuel María Grisales, el cual cedió el claro; como sitio asignado luego de varias opciones para la localización de la aldea. Se cuadra la plaza de solo 74m por lado y se marcaron las calles.
Después vino la presencia paulatina de los elementos primarios, como la primera capilla que aun sin adquirir el reconocimiento eclesiástico le confiere nombre al lugar, el de plaza Parroquial, más adelante completándose este conjunto religioso, se encuentra la casa cural y hacia 1850 se instala la cárcel, hasta que en 1854 comienza la larga construcción del primer templo.
El mercado el cual inicia actividades en 1849 cuando Marcelino Palacio, hizo el llamado para que se estableciera en la plaza, la dinámica dada por el inicio, llegada y cruce de los caminos que en este espacio confluían.
Era el punto de origen de la Calle Real o del Comercio y de los caminos hacia Medellín y al Cauca, hacia el occidente y el camino hacia Mariquita, hacia el oriente, todos estos sobre la Cra 12(actualmente Cra 22), asegurando lentamente el predominio comercial y su función de centro distribuidor.

### Segunda plaza: 1865 - 1884
El nombre de plaza de Bolívar o del Libertador se toma el 16 de julio de 1865; acorde con los crecimientos en los aspectos de su dinámica socio-comercial, como el Hotel Manizales desde 1874 o el Hotel Bogotá, con el primer salón/café, hacia 1875, dada las características del espacio por su leve inclinación y la poca interferencia de elementos, es utilizado como mercado de la ciudad disponiendo tenderetes a un costado de la plaza para el comercio de bienes, el crecimiento económico se verá reflejado en la construcción de equipamientos culturales, como es el caso del Teatro El Escorial de 1874.
- Tercera plaza:1884 - 1911

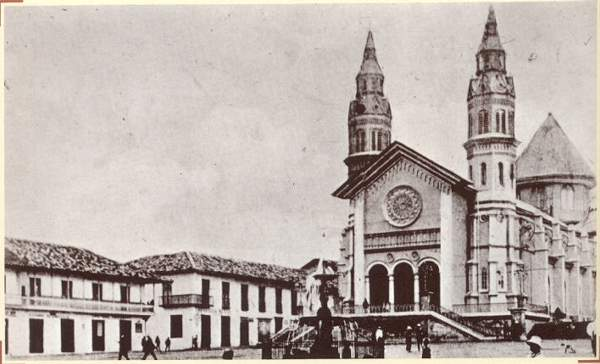
Primera catedral y la tercera plaza de la ciudad.

La demolición del primer templo se inició el 6 de agosto de 1885, la cual sería reemplazada en 1888 por el segundo templo (primera catedral) obra del arquitecto Mariano Santamaría, el cambio de su entorno es seguido de reformas menoras en la plaza, la cual fue equipada con una pila metálica o fuente, traída de París entre 1884 y 1887 y construida en Iserlohn, Alemania, siendo la primera obra de arte urbano y de utilidad pública que tuvo la ciudad, pues surtía de agua a la población; el terremoto del 9 de febrero de 1878 obligó al traslado provisional el mercado hasta la plaza sucre (Parque Caldas), mientras se reconstruían las edificaciones de la plaza, finalmente  el 19 de julio de 1910, sería trasladado definitivamente.

### Cuarta plaza: 1911 - 1926
Con motivo del centenario de la independencia, las principales poblaciones de Colombia, estaban adquiriendo un carácter urbano en disposición de convertirse en ciudades, en el caso de Manizales se realizó un concurso arquitectónico, el segundo que se hacía en la ciudad, y el cual tuvo como ganador el ingeniero Bernardo Arango V. y como promotor el señor Estanislado Estrada, el diseño ganador consistía de un parque central de planta circular, con andén exterior, marcada por cuatro accesos, de piso duro, la fuente ubicada en el centro, fue retirada con anterioridad y enviada a Santa Rosa de Cabal, y un kiosco lateral obsequiada por los medellinenses residentes en la ciudad para la celebración de la independencia de Antioquia, el 11 de agosto de 1913, un año después se colocaría la reja,  el 7 de agosto de 1919, fue colocada la primera piedra par la estatua de Simón Bolívar, en el centro del parque, copia de la del escultor Pietro Tenerani, solicitada a Italia, posteriormente los alrededores del parque serían asfaltados y utilizados como parqueaderos entre 1921 y 1923.

### Quinta plaza: 1926 - 1934
El 23 de julio de 1925 mediante el acuerdo 17, se plantea la nivelación de vías, y en junio de 1926 se inicia el proceso de banqueo, al principio se pensó en realizar un concurso en París, pero finalmente se adopta los diseños del arquitecto Pablo de la Cruz y del maestro Gonzalo Quintero C.

### Sexta plaza: 1934 - 1955
El disgusto generado por la plaza anterior, procedió a la remodelación de la misma, se procede entonces a dotar de jardines la plaza y hacerle cambios en su estructura circulatoria, simplificando el modelo de flor de lis que poseía, y convirtiéndola en cruz griega.

### Séptima plaza:1955 - 1983
En 1950 se vuelve a pensar en la reestructuración de la plaza, para ello se contrató al ingeniero y arquitecto Hernando Carvajal Escobar, quien sobre el mismo cuadrante de la plaza existente lo reelaboro, creando un eje central con circulaciones más amplias y el cual en el centro geométrico se dividían, creando una pequeña terraza ceremonial, conteniendo una pequeña bahía más hacia el norte para el pedestal de la copia del Simón Bolívar de Pietro Tenerani y respaldada por un pórtico en forma semi cóncava, con cuatro columnas de sección cuadrada enchapadas en mármol de color blanco, en el exterior del parque se conserva el parqueadero.

### Octava plaza (Actual)
En 1980, se pensó en realizar una nueva plaza, esta vez los parqueaderos serían subterráneos, siendo una de las bases del concurso nacional que se realizara para el proyecto y el del cual fue ganador el arquitecto Ramón Héctor Jaramillo B., una vez se otorgó el primer lugar se abolió la idea subterránea de zonas parqueo, por consideraciones de congestión vial y motivos de costo. La obra se inició en 1983, construida por el ingeniero José Mejía P. el proyecto incluía las vías laterales las cuales se peatonalizaron, aumentando el espacio de la plaza, dejando solo dos vías transitables, la textura en franjas de concreto y ladrillo vitrificado de color marrón, en 1990 sería inaugurada la escultura de Bolívar Cóndor.

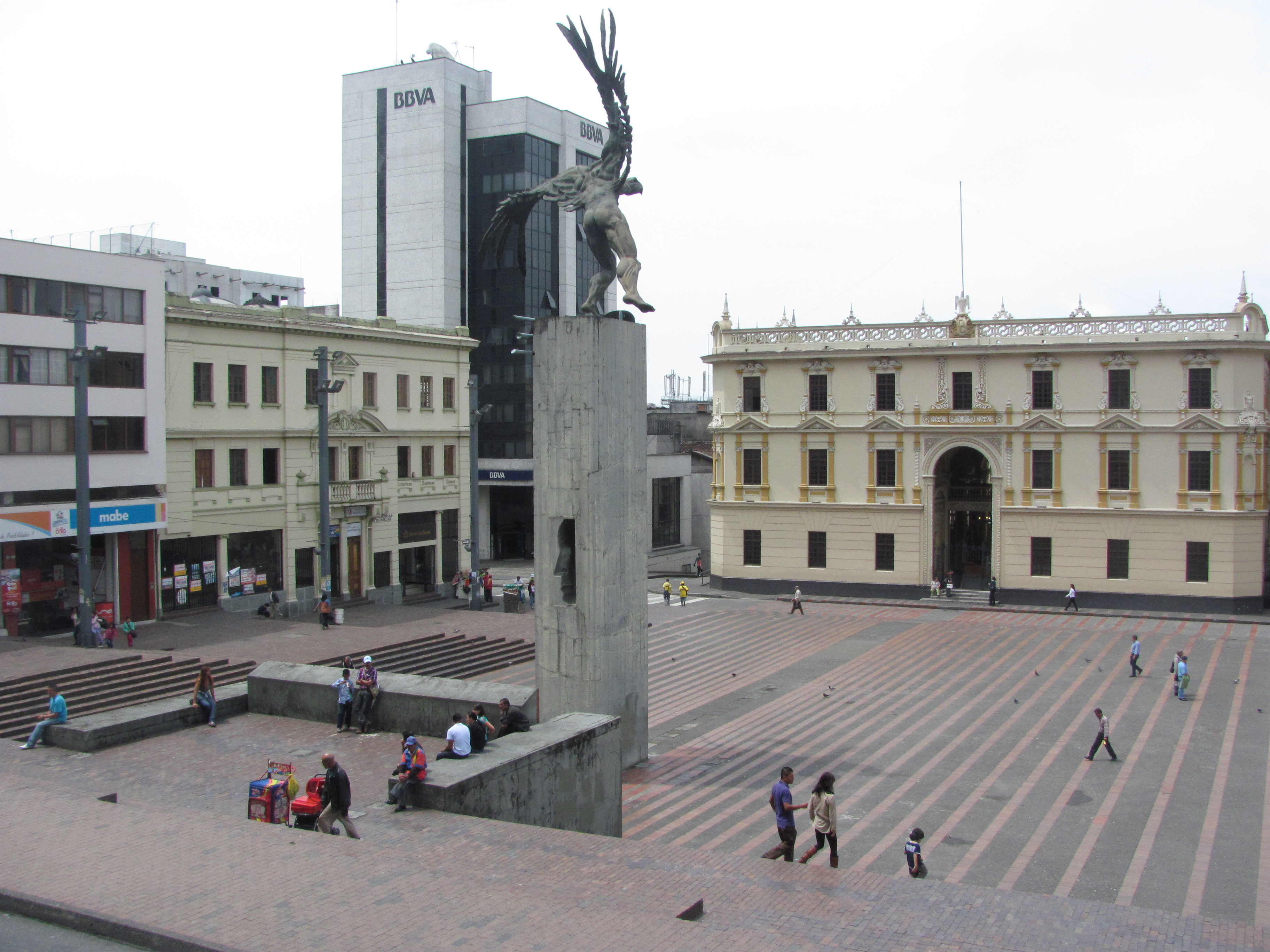
Gobernación y parte del costado occidental de la Plaza.

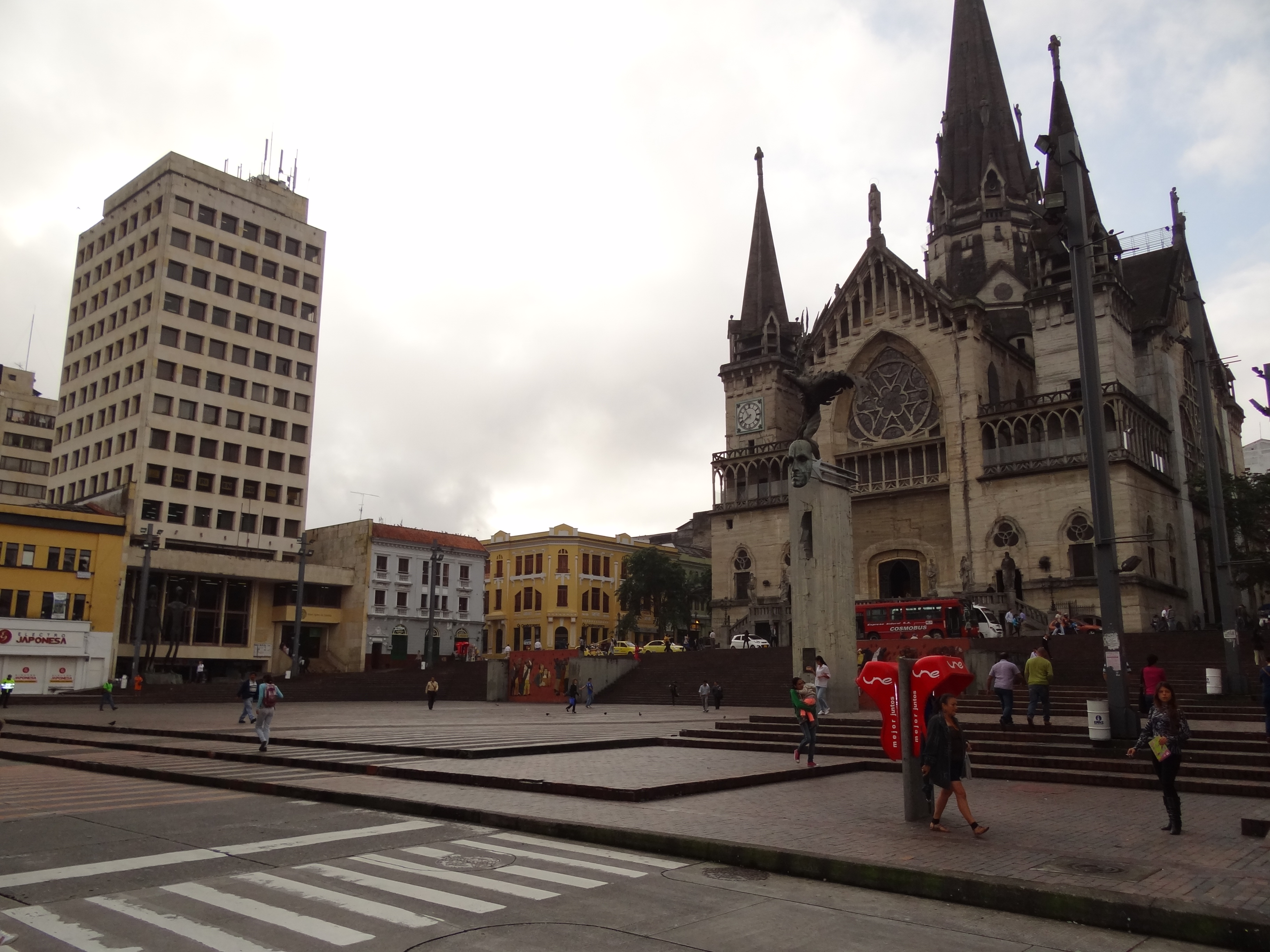
Costado Sur, Catedral Basílica Nuestra Señora del Rosario de Manizales y costado oriental, observando el edificio Alejandro Gutiérrez, la sede del Banco Agrario y la construcción adyacente.

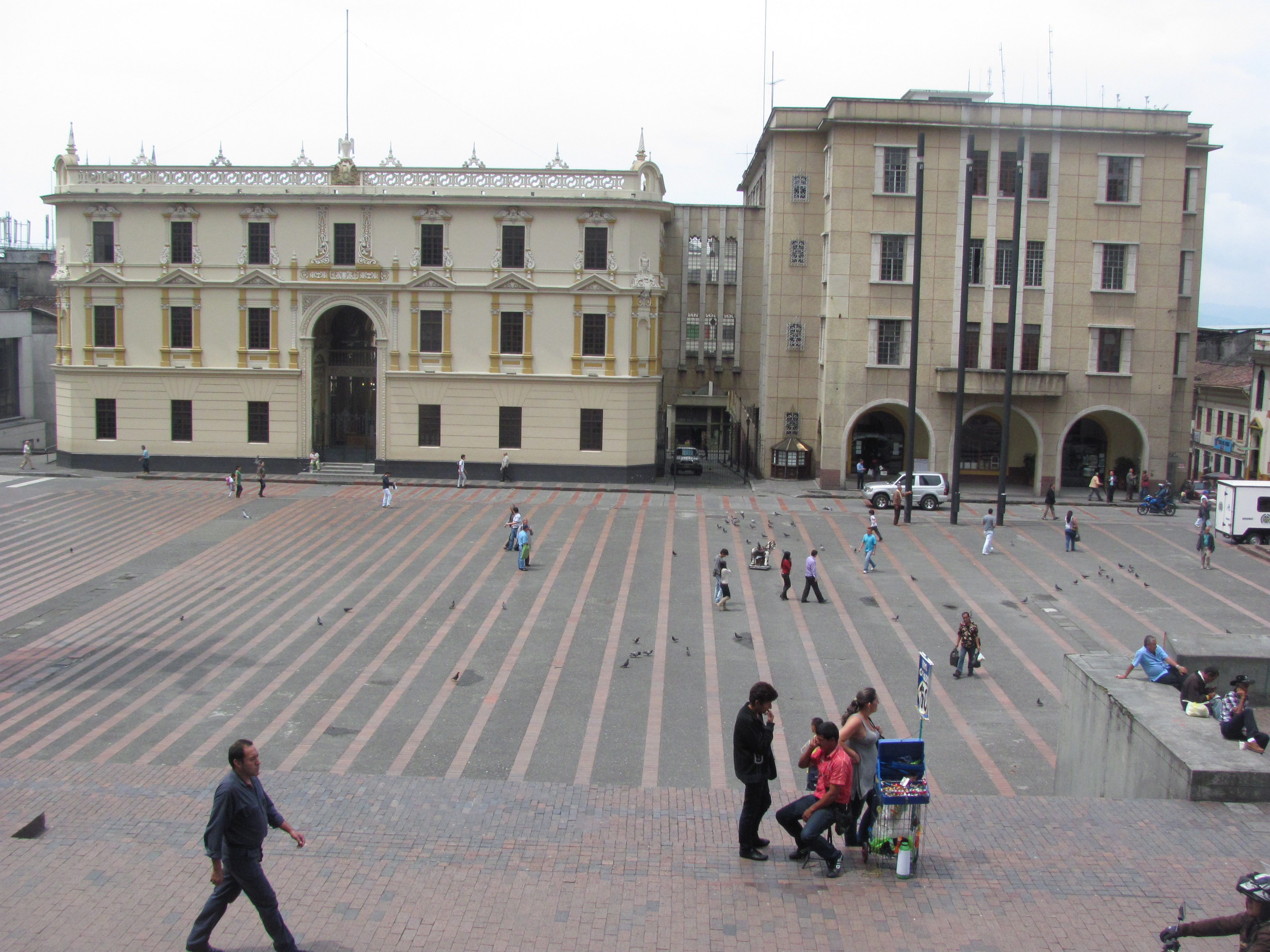
Costado norte.

## Características

### Entorno
Sobre la cara norte de la plaza se encuentra el palacio de la gobernación, sede de gobierno del departamento de Caldas, como complemento a este se encuentra el edificio de la Licorera, siendo en sus inicios sede de la Industria Licorera de Caldas posteriormente pasando a ser de carácter institucional departamental; en la cara sur se ubica la Catedral Basílica Nuestra Señora del Rosario de Manizales, en la parte occidental se encuentra desde la esquina sur, edificio de Art déco, propiedad inicialmente de Hernán Gutiérrez, seguida de una construcción reciente de carácter moderno, por último dos edificaciones que aparentemente conforman una construidos en 1925, en la parte oriental está conformada por distintas construcciones, desde la esquina norte, el edificio zuluaga de estilo Art déco, seguida de una pequeña construcción de vivienda, posterior la sede del Banco Agrario una de las construcciones más recientes en torno a la plaza, realizada en los años 70 y finalmente el edificio Alejandro Gutiérrez.
En el entorno de la plaza también se sitúa el Edificio del Comercio.

### Obras artísticas

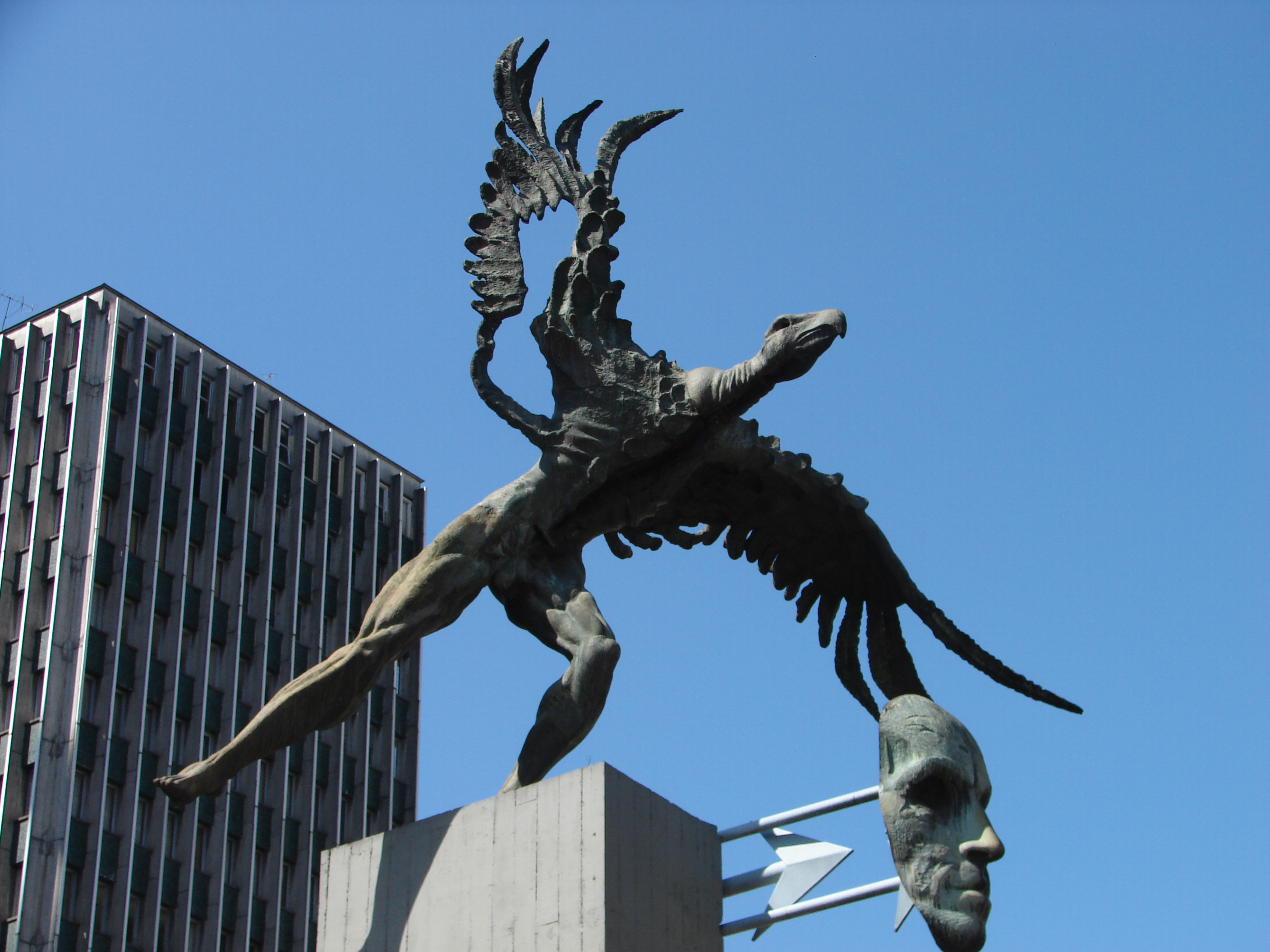
Bolívar Cóndor.

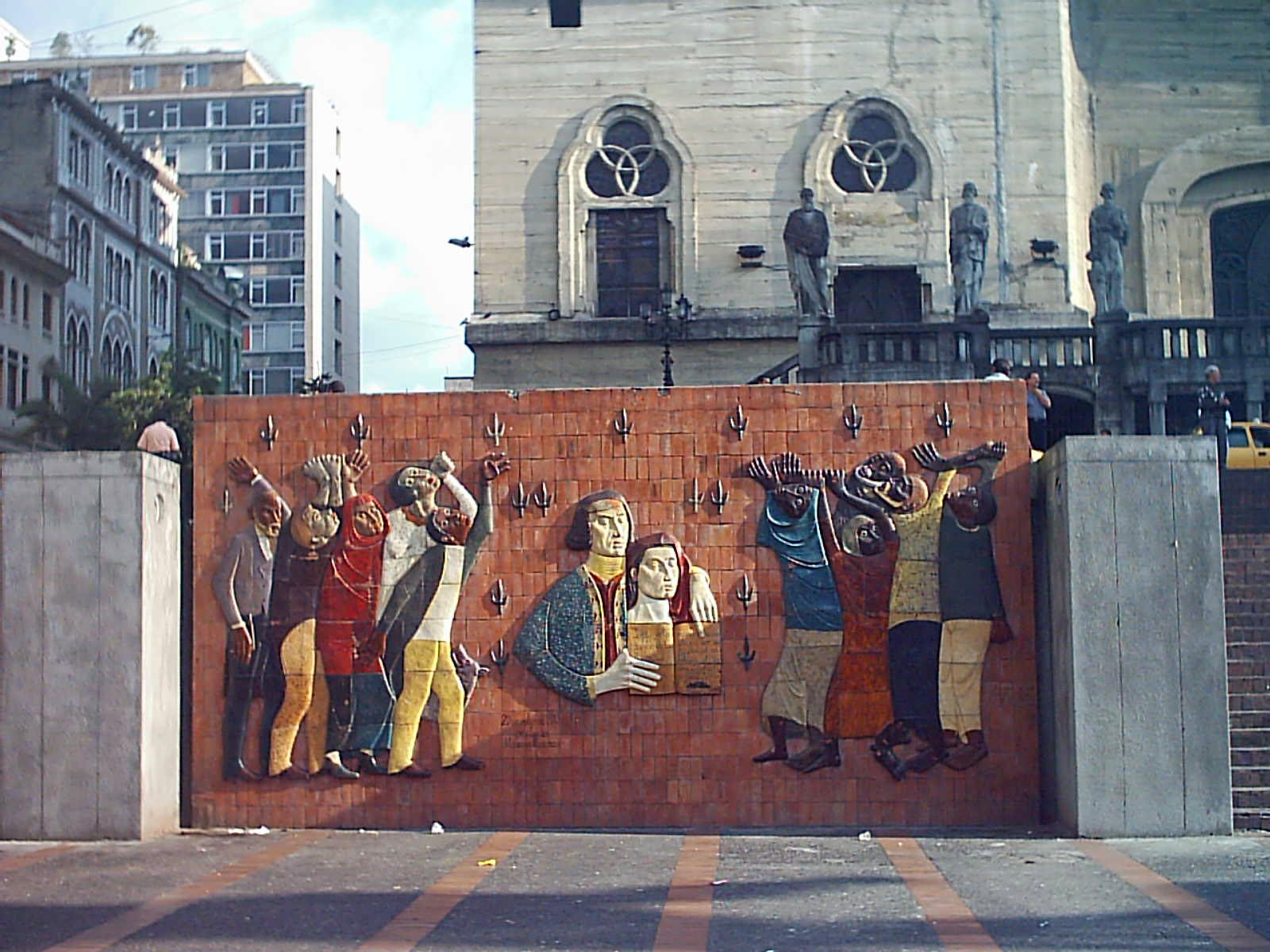
Mural Vientos de Libertad.

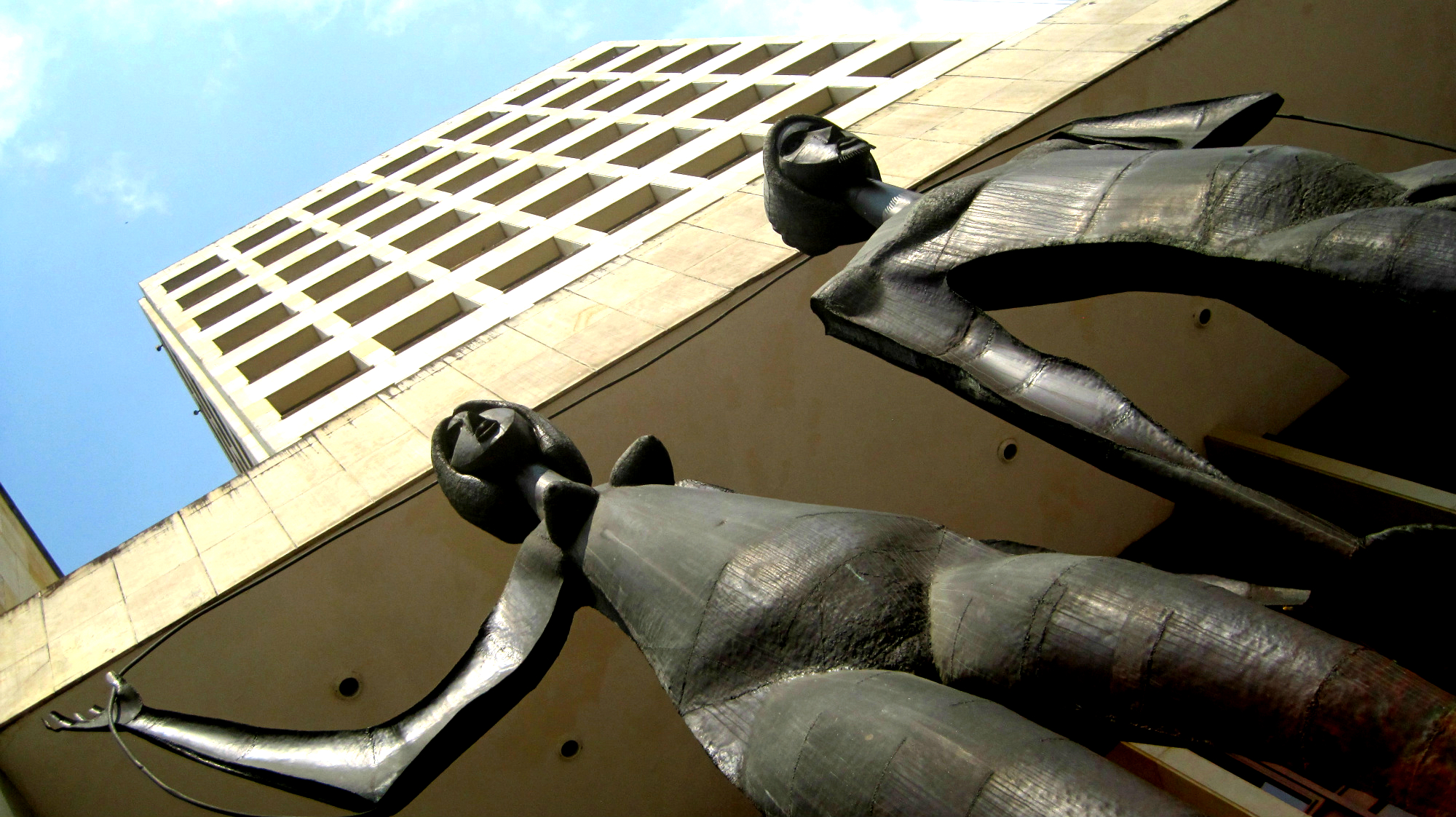
Grupo Escultórico.

#### Bolívar cóndor
Es una obra del artista Rodrigo Arenas Betancourt, los elementos de la obra: Hombre – Cóndor – Mascarilla, se asocian para mostrar el contenido espiritual y de héroe sublime uniéndose al cuerpo del hombre con la libertad que encarna el ave que domina a los andes el “Cóndor”; con una altura de 13.5 metros, está ubicada en el costado suroccidental de la plaza, sobre un pedestal de 12.54 metros. Sus 25 toneladas descansan sobre el pie izquierdo, articulado a una base metálica, esta obra se sale de la tradición histórica o la frialdad estática de los monumentos convencionales, en cuanto a la representación de Simón Bolívar se refiere.

#### Murales
En el costado norte de la plaza, en inmediaciones de las escaleras que conducen a la calle superior, se encuentran dos murales del escultor Guillermo Botero, Vientos de Libertad y Preludio de Lanzas Llaneras que tratan sobre el 20 de julio, elaborados con técnica clásica de cerámica y esmalte

#### Adán y Eva
Obra del artista Guillermo Botero, quien realizó la obra Grupo escultórico, utilizando como técnica lámina de cobre martillado; se ubica en el costado oriental de la plaza, en inmediaciones del edificio del Banco Agrario.